# Alfa Romeo 690T
L'Alfa Romeo 690T è un motore a benzina V6 biturbo ad iniezione diretta, progettato e prodotto da Alfa Romeo nello stabilimento di Termoli, dal 2016, per le versioni Quadrifoglio dell'Alfa Romeo Giulia e Stelvio.

## Contesto
Il motore, che rientra nel più ampio progetto della piattaforma Giorgio, nasce dalla necessità di dare ad Alfa Romeo un'architettura dedicata di nuova generazione, totalmente progettata e prodotta in Italia, in linea con le caratteristiche del marchio. Il gruppo ha puntato buona parte della sua strategia su questo progetto, che ritiene internamente essere un successo. Il precedente V6, il 3.2 JTS, infatti, derivato dal GM HFV6 era considerato un neo e, nonostante abbia motorizzato i modelli di serie dal 2005 al 2011, era già stato scartato nel 2007 in favore del V8 Ferrari-Maserati F136 YC per motorizzare la Alfa Romeo 8C Competizione. Dopo 10 anni dall'ultimo motore a V sviluppato in proprio, il V6 Busso uscito di produzione nel dicembre 2005, la casa automobilistica ingegnerizza un nuovo motore V6. 
Per tale scopo, Sergio Marchionne organizza un team di ingegneri, guidati da Gianluca Pivetti (ex Ferrari) per realizzare a Modena per Alfa Romeo, un propulsore V6 da installare sotto il cofano delle versioni più prestanti delle future Alfa Romeo a benzina.
Inizialmente il motore doveva essere di 460 CV, ma le capacità strutturali della piattaforma Giorgio hanno permesso di salire fino a 510 CV.

## Descrizione
Il propulsore è dotato di 6 cilindri disposti a V con angolo di 90°, biturbo, a carter umido, con una cilindrata di 2.890 cc, caratterizzato da dimensioni compatte e concepito per un alloggiamento anteriore, longitudinale. Eroga 510 CV a 6500 giri/min e 600 N·m di coppia tra 2500 e 5000 giri/min. Alesaggio per corsa è 86,5×82 mm per una cilindrata unitaria di 481,6 cc e complessiva di 2.889,8 cm³.
Il motore è stato realizzato anche con un ulteriore step di potenza (540 CV) per essere installato sulle Giulia GTA e GTAm. Dal restyling di Giulia e Stelvio nel 2023 la potenza di serie è stata aumentata a 520 CV.

## Progettazione
La progettazione del motore deriva parzialmente dal Ferrari F154, progetto a cui lo stesso Pivetti aveva partecipato qualche anno prima in Ferrari, è stata effettuata a Modena in collaborazione con la Maserati. Con Pivetti infatti, il gruppo di tecnici hanno condiviso le specifiche di partenza al fine di ridurre i tempi di progettazione (il motore Alfa Romeo è stato realizzato in soli due anni) e sfruttare peculiarità del V8 Ferrari che erano molto funzionali. Nonostante le condivisioni il risultato è un motore con cubatura e numero dei cilindri differente con albero motore diverso, una potenza specifica superiore ed altre differenze sostanziali oltre ai due cilindri in meno.
Nel 2020 la Maserati sviluppa il Nettuno, presenta parti e componenti derivate dal V6 Alfa e dal Ferrari F154.